# Attagis
Attagis I. Geoffroy Saint-Hilaire & Lesson, 1829 è un genere di uccelli della famiglia Thinocoridae.

## Tassonomia
Il genere Attagis comprende due specie:
- Attagis gayi I.Geoffroy Saint-Hilaire & Lesson, 1831 - tinocoride pettorossiccio
- Attagis malouinus (Boddaert, 1783) - tinocoride ventrebianco